# Oxoverbindungen
| Oxoverbindungen                               |
| Cyclohexanon                                  |
| Cyclohexanon, ein Keton                       |
| Dimethylsulfoxid                              |
| Dimethylsulfoxid, ein Sulfoxid                |
| Methylglyoxal                                 |
| Methylglyoxal (2-Oxopropanal), ein Oxoaldehyd |
| Kohlenstoffdioxid                             |
| Kohlenstoffdioxid, ein Oxokohlenstoff         |

Oxoverbindungen sind eine Klasse chemischer Verbindungen, die ein doppelt gebundenes Sauerstoffatom (=O) an Kohlenstoff oder einem beliebigen anderen Element enthalten. Zu den Oxoverbindungen gehören beispielsweise Aldehyde, Carbonsäuren, Ketone, Sulfonsäuren, Amide, Ester und Oxokohlenstoffe.

## Nomenklatur
In der chemischen Nomenklatur nach den Regeln der IUPAC zeigt der Namensbestandteil Oxo- ein doppelt gebundenes Sauerstoffatom als Substituenten an, das nicht Teil einer namensgebenden funktionellen Gruppe mit höherer Priorität ist. Dies ist etwa der Fall bei Oxocarbonsäuren, die zusätzlich zu ihrer Carboxygruppe noch weitere doppelt gebundene Sauerstoffatome in ihrem Kohlenstoffgerüst besitzen.

## Zugehörige Verbindungsklassen

### Oxocarbonsäuren
| Oxocarbonsäuren                                      |
| Brenztraubensäure                                    |
| Brenztraubensäure (2-Oxopropansäure), eine Ketosäure |
| Mucobromsäure                                        |
| Mucobromsäure, eine Aldehydsäure                     |

Oxocarbonsäuren sind Carbonsäuren, die zusätzlich Aldehyd- oder Ketogruppen enthalten. Sie werden dementsprechend auch als Aldehyd- bzw. Ketosäuren bezeichnet. Als Kurzform wird auch die Bezeichnung Oxosäuren verwendet, die jedoch mehrdeutig ist. Oxosäuren sind eine eigenständige Stoffgruppe, bei denen der Namensbestandteil Oxo- kein doppelt gebundenes Sauerstoffatom anzeigt, sondern ein an Wasserstoff gebundenes Sauerstoffatom in der Säuregruppe.
Beispiele für Oxocarbonsäuren sind die Brenztraubensäure, die Acetessigsäure, die 3-Oxoglutarsäure und die Oxobernsteinsäure.